# Dormitorio

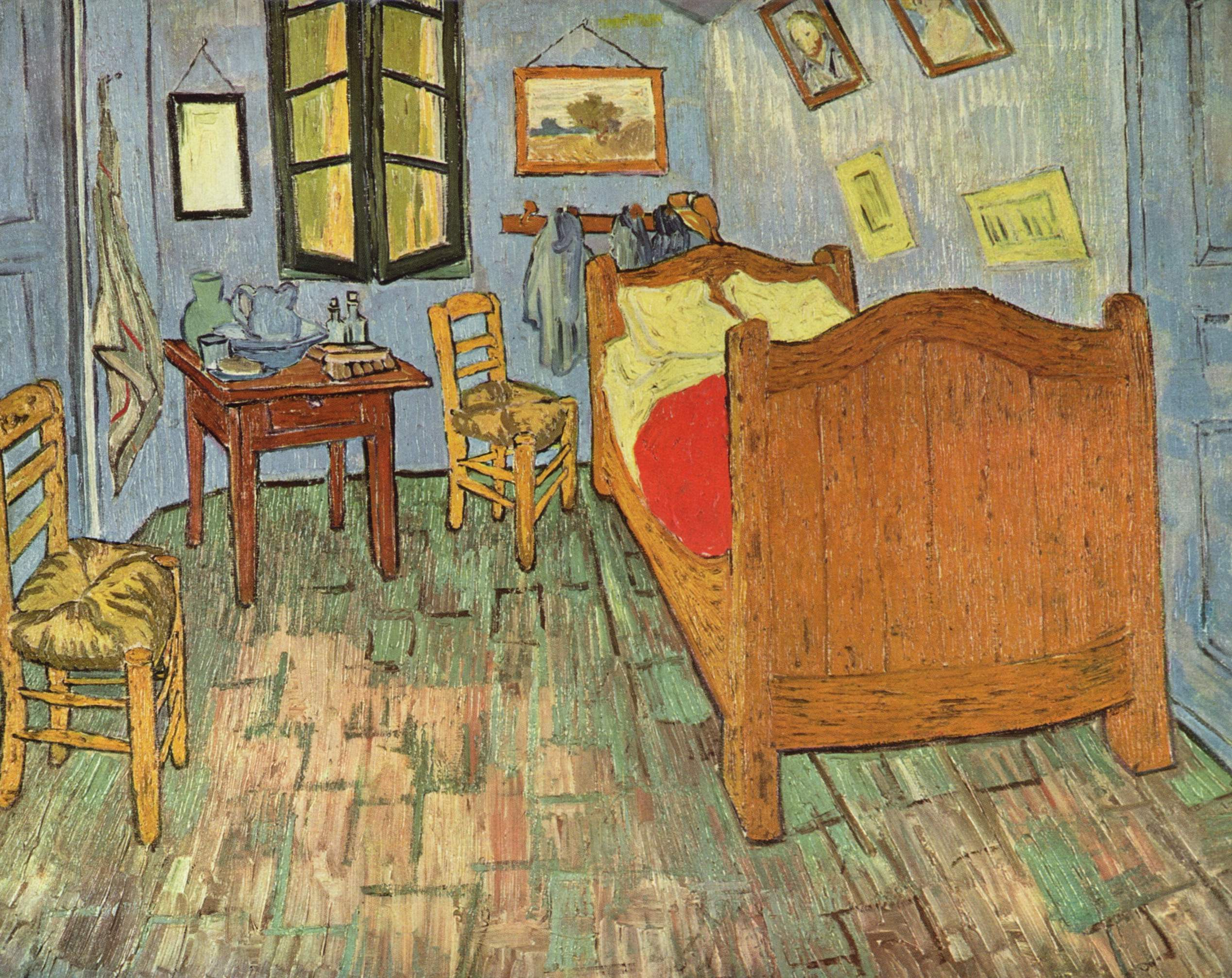
Dormitorio en un cuadro de Van Gogh

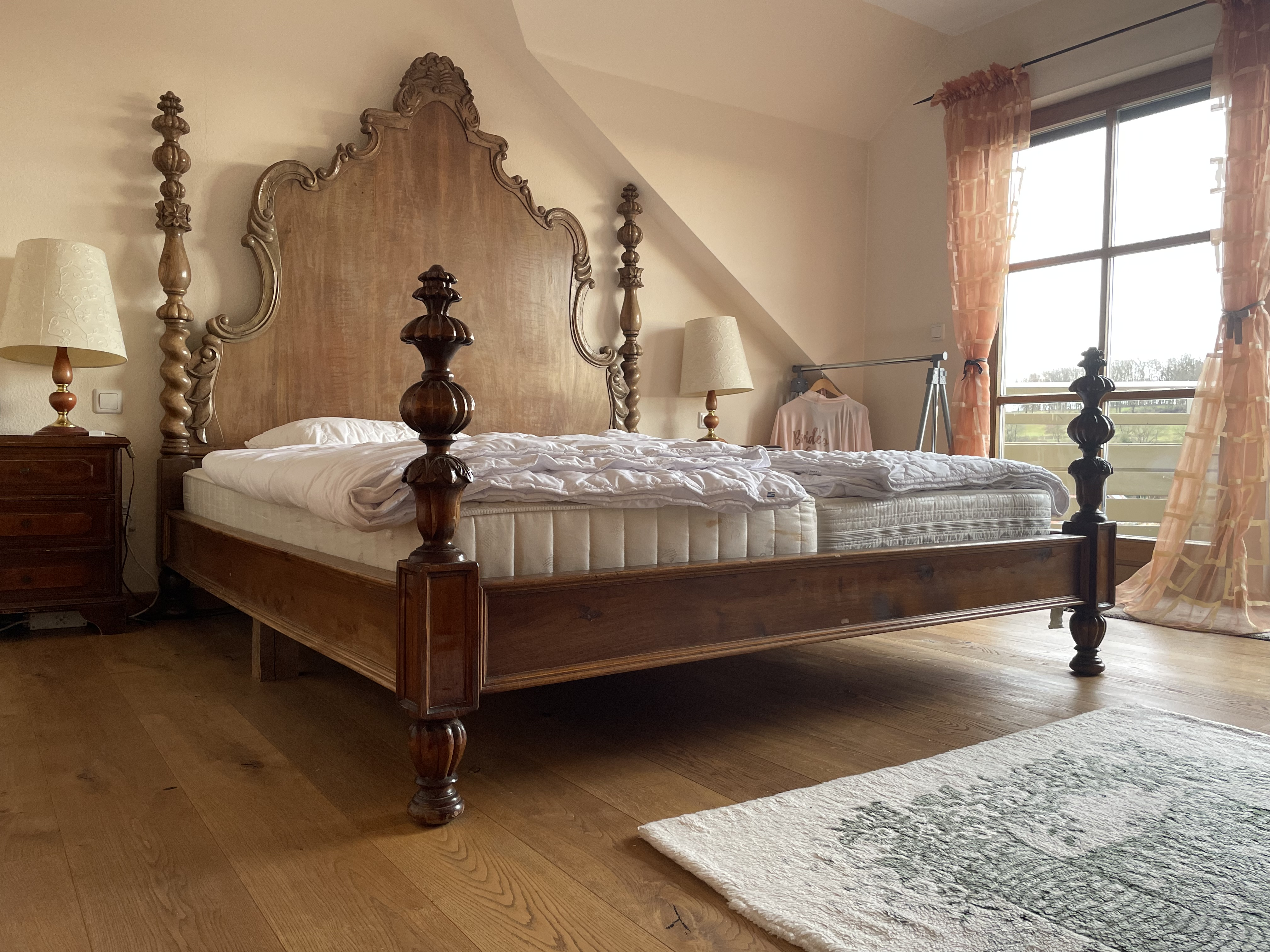
Dormitorio

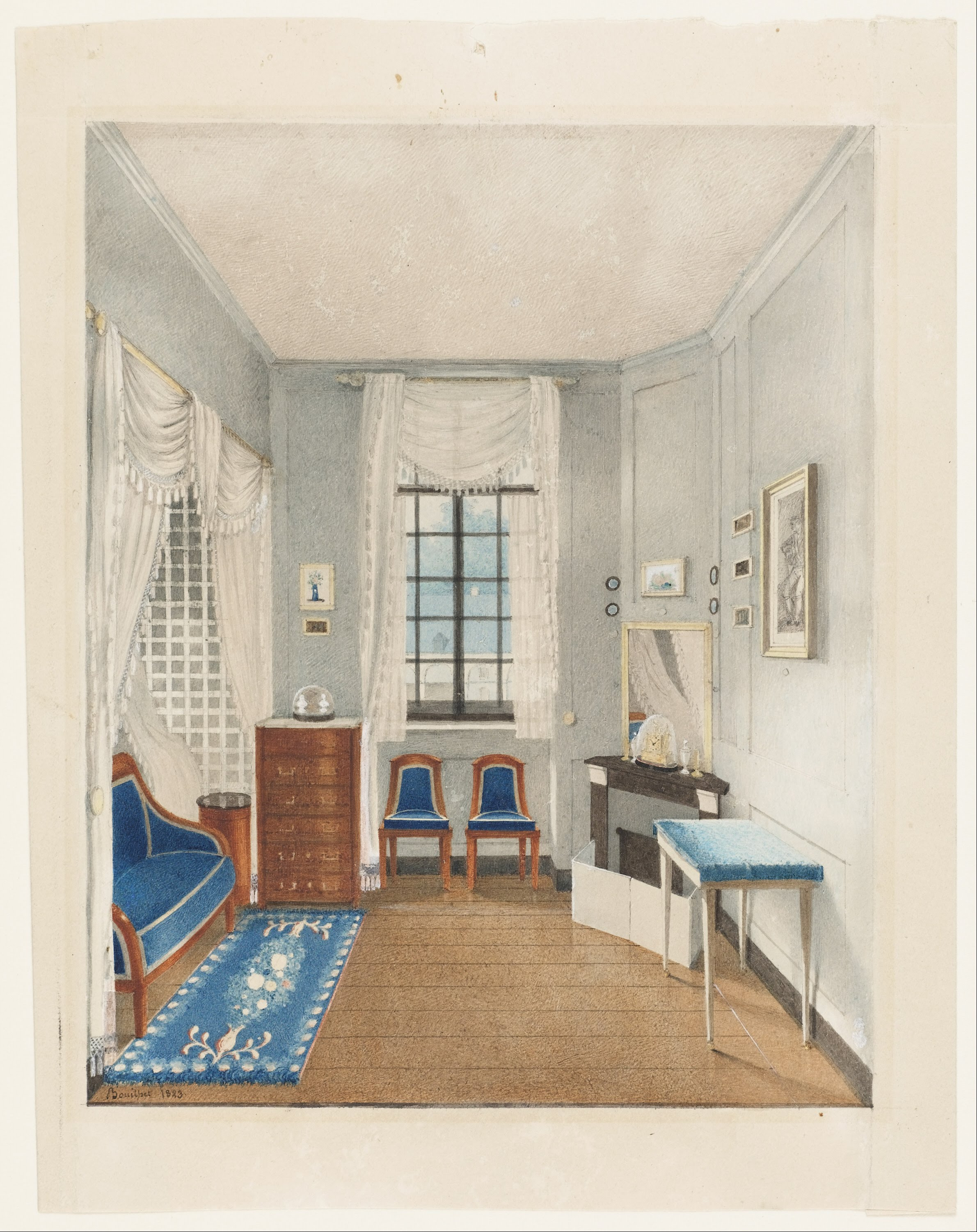
Ilustración de un dormitorio de Francia, 1823.

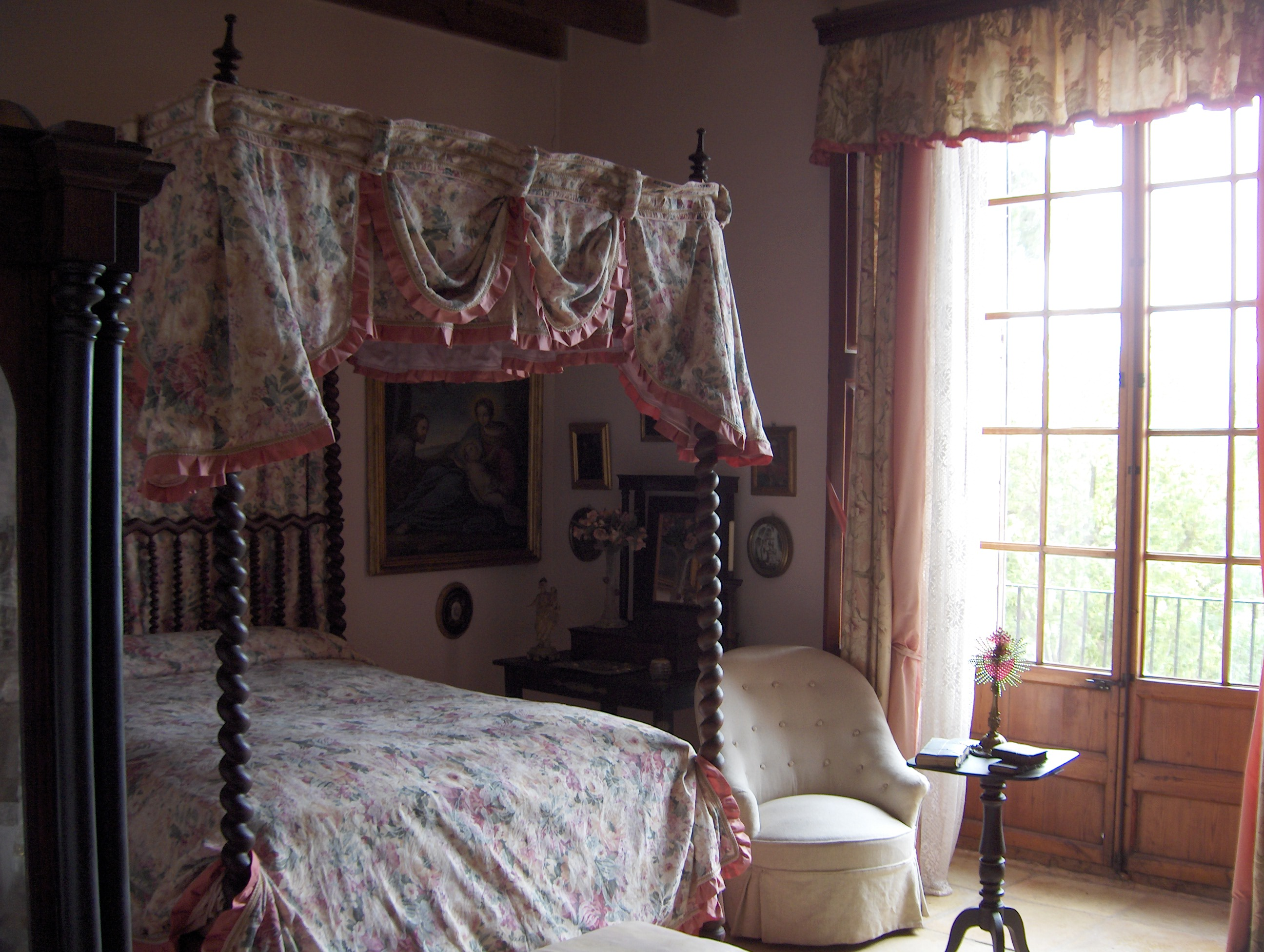
Dormitorio femenino con varios muebles. Amueblado con una cama con dosel con cortinas, un sillón con volantes, una pequeña mesa cuadrada y un tocador, Els Calderers, Mallorca, Islas Baleares, España.

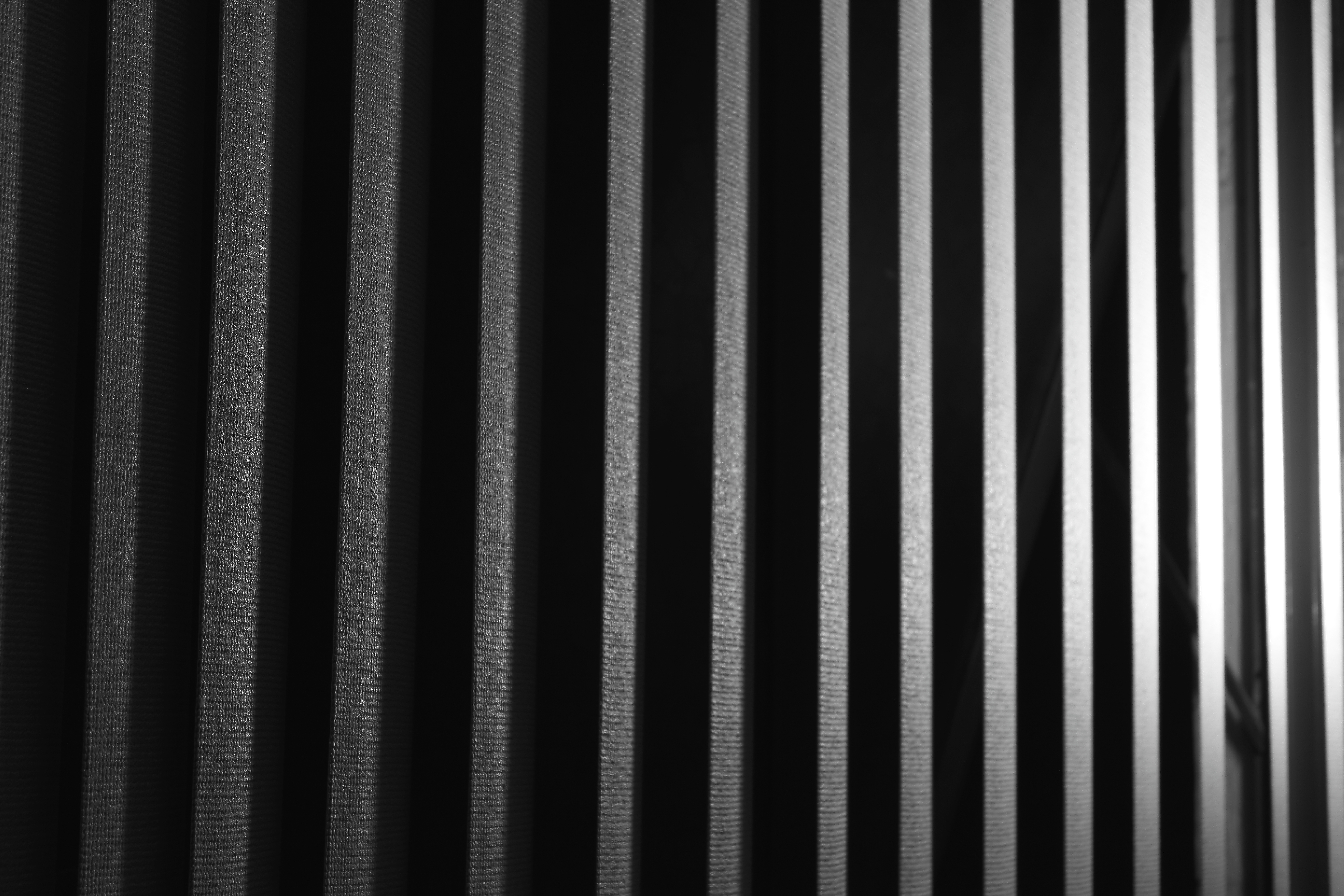
Luz en las persianas

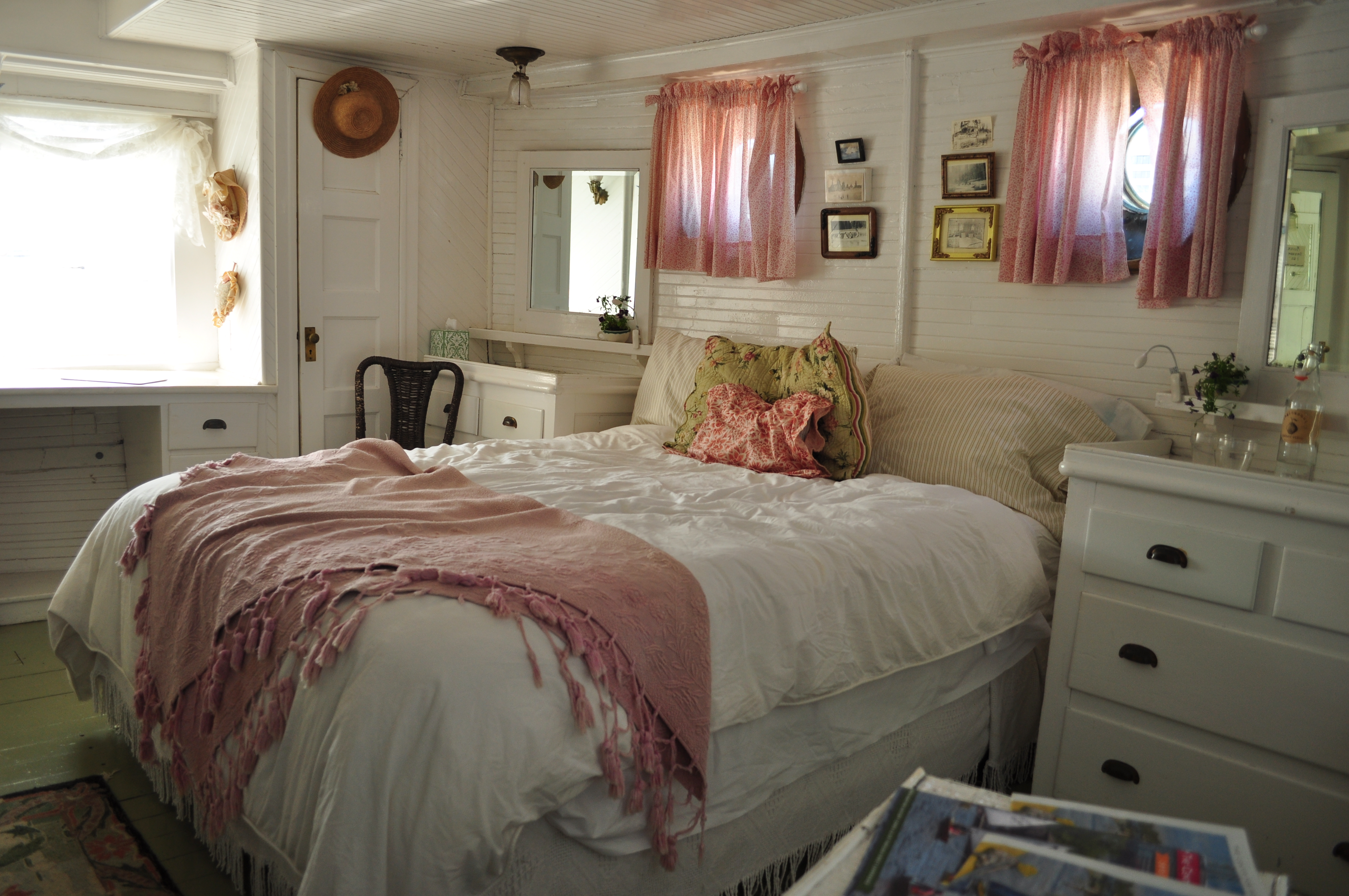
Dormitorio individual. Camarote principal del barco MV Lotus, normalmente amarrado en Olympia, Washington. Fotografiado en Northwest Seaport, Lake Union Park, Seattle, Washington, EE. UU., durante el Festival de Barcos de Madera del Lago Union de 2013. El barco se encuentra temporalmente en Seattle como «hotel flotante». El barco, de 1909, está incluido en el Registro Nacional de Lugares Históricos de EE. UU.

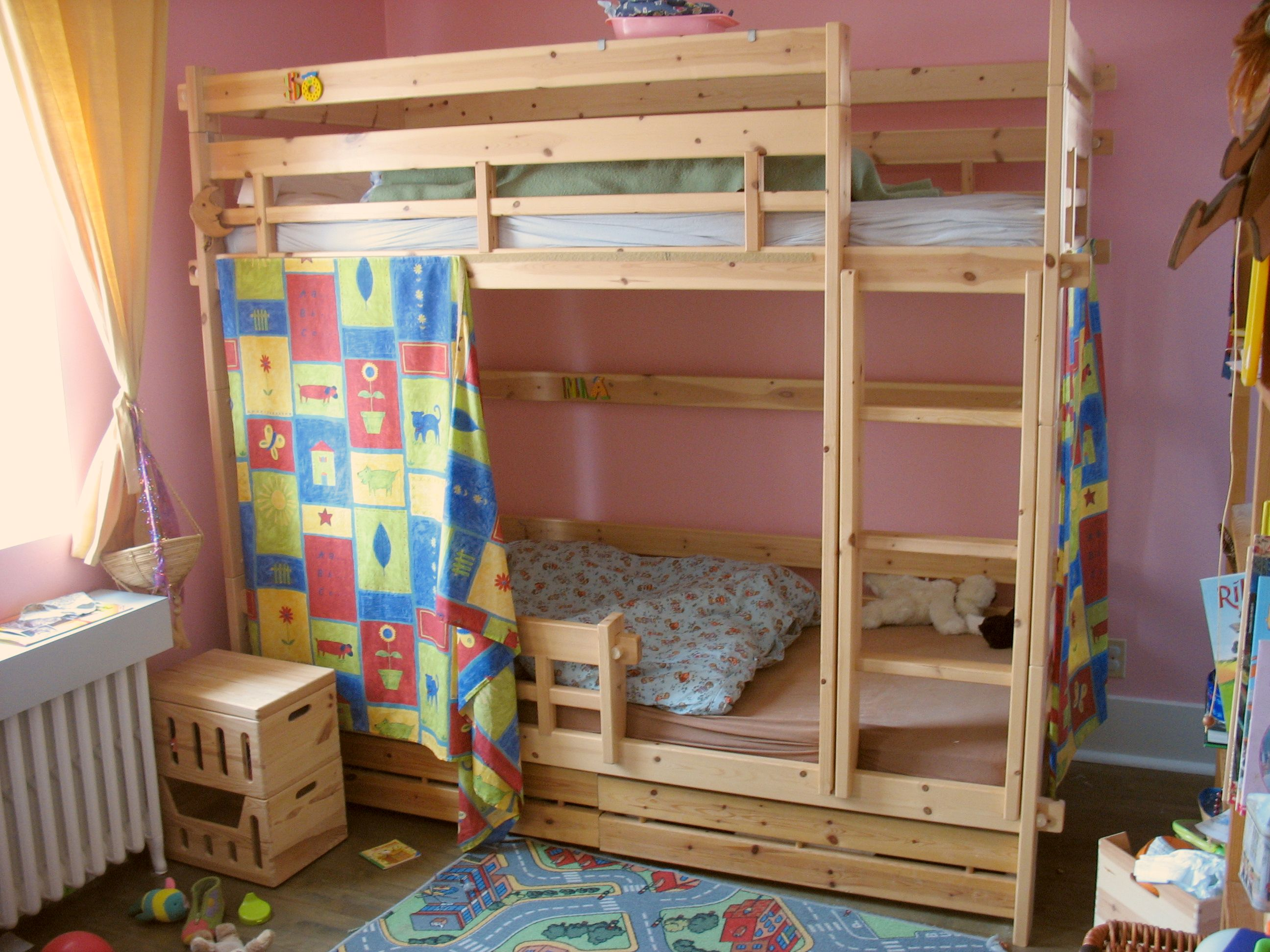
Dormitorio infantil (2007)

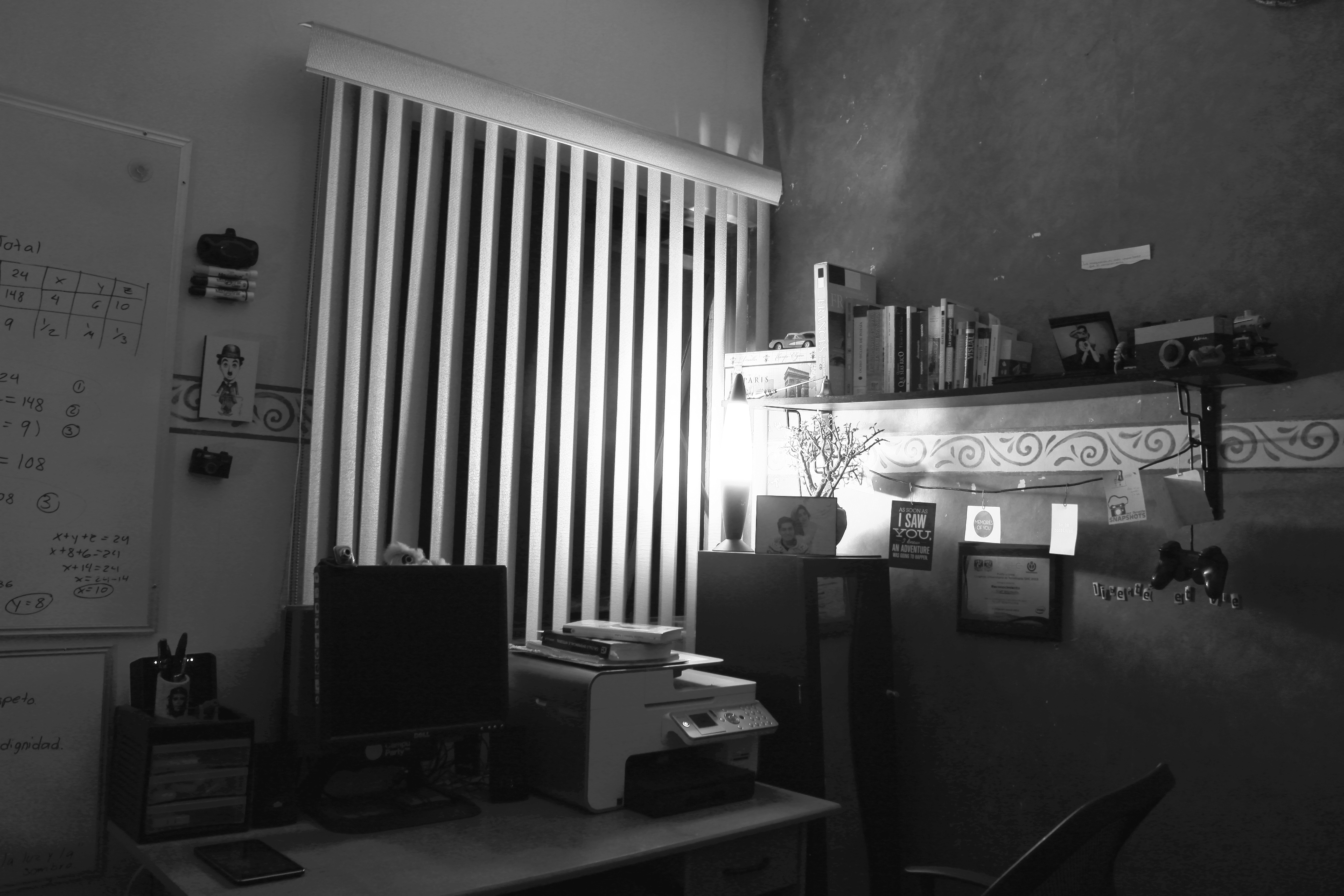
Habitación durante la noche con luz tenue (2015)

El dormitorio (del latín dormītōrium) es el espacio de una vivienda especialmente diseñado para dormir. Además de la idea de descanso, el dormitorio tiene asociada la idea de privacidad, a diferencia de otros espacios de uso común, como la cocina, la estancia o el comedor.
En algunas culturas existen espacios en la vivienda que son usados para otras actividades durante el día y se usan como dormitorios durante la noche, mientras que en algunas otras existen habitaciones usadas exclusivamente como dormitorios.

## Historia
La historia del dormitorio es un fascinante recorrido a través del tiempo, que refleja los cambios sociales, los avances tecnológicos y los valores culturales en constante evolución. El dormitorio, como espacio privado para dormir, descansar y reflexionar, ha experimentado una transformación significativa a lo largo de los milenios. Su diseño, función y significado han cambiado junto con los cambios en las estructuras familiares, las clases sociales y la historia más amplia de la arquitectura y los interiores.

### Historia temprana: Civilizaciones antiguas
En las civilizaciones antiguas, los arreglos para dormir estaban profundamente influenciados por el estatus social y la disponibilidad de recursos. En el antiguo Egipto, Grecia y Roma, el dormitorio era un símbolo de riqueza y privacidad. Los egipcios a menudo usaban camas con materiales lujosos, que incluían marcos de madera, sábanas de lino y almohadas hechas de piedra o madera. Sus camas eran bajas, lo que reflejaba el enfoque de los egipcios tanto hacia la comodidad como hacia las prácticas espirituales, ya que creían que dormir cerca del suelo era importante para su conexión con los dioses.
En la antigua Grecia y Roma, el dormitorio también era un espacio para el descanso privado, pero desempeñaba un papel más multifuncional. Las camas griegas, o “kline,” eran a menudo simples en su diseño, pero incluían características como un colchón relleno de lana o plumas. Los romanos llevaron esto un paso más allá, desarrollando diseños más elaborados para sus camas, a menudo utilizando marcos de hierro y bronce con colchones lujosos. Los dormitorios estaban típicamente conectados con los espacios más grandes de la casa y a menudo se utilizaban para otras actividades, como reuniones sociales, especialmente entre la élite.

### Período medieval: privacidad y funcionalidad
Durante la Edad Media, la función del dormitorio comenzó a cambiar, ya que el concepto de privacidad comenzó a evolucionar. Si bien en la Europa medieval todavía se seguía la tradición de dormir en espacios compartidos, el dormitorio comenzó a emerger como un área más distinta para individuos o parejas. La aristocracia rica comenzó a utilizar camas más grandes y elaboradas con cuatro postes, a menudo con pesadas cortinas para mantener el calor y la privacidad. Estas camas eran símbolos de estatus, a menudo talladas de forma intrincada y acompañadas de textiles lujosos como tapices y pieles.
Durante este período, los arreglos para dormir seguían siendo comunales en muchos hogares, especialmente entre las clases bajas. Las familias a menudo compartían una cama, y la idea de privacidad personal no se enfatizaba tanto como lo haría más tarde. Los campesinos usaban colchones sencillos de paja, y a menudo no existía un "dormitorio" real; la gente dormía donde había espacio disponible.

### Renacimiento y era moderna temprana: el auge del individuo
El Renacimiento marcó un cambio significativo en el desarrollo del dormitorio, ya que la importancia de la privacidad individual se destacó más, particularmente entre los ricos. Esta fue una época de aumento de la riqueza para las clases altas europeas, y los espacios personales como los dormitorios empezaron a verse como santuarios privados. Las camas con cuatro postes, con tallados intrincados y textiles lujosos, se volvieron más comunes, y emergió el concepto de la "habitación de dormir".
En los siglos XVII y XVIII, el énfasis creciente en la comodidad y la decoración llevó a diseños más avanzados. Los dormitorios se hicieron más espaciosos y decorados con muebles finos, incluidos grandes espejos, cortinas lujosas y ropa de cama suave y esponjosa. Esta era vio la proliferación de muebles tapizados y el uso generalizado de materiales como la seda y el terciopelo, que no solo mejoraban la comodidad, sino que también mostraban la riqueza y el estatus del propietario.

### Revolución Industrial: innovación y producción en masa
La Revolución Industrial en los siglos XVII y XIX revolucionó el diseño y uso del dormitorio. Las técnicas de producción en masa permitieron la creación de muebles asequibles, incluidos los marcos de cama metálicos y los colchones de resortes. Esta democratización de los muebles significó que personas de todas las clases sociales pudieran tener arreglos de descanso más cómodos y funcionales. La invención del colchón de resortes de muelles en el siglo XIX mejoró drásticamente la comodidad, reemplazando la paja, las plumas y la lana por un material más duradero y de mejor soporte.
En el siglo XIV, la clase baja dormía sobre colchones rellenos de heno y paja de escoba. Durante el siglo XVI, los colchones rellenos de plumas comenzaron a ganar popularidad entre quienes podían permitírselos. A la persona común le iría bien si pudiera comprar un colchón después de siete años de matrimonio. En el siglo XVIII, el algodón y la lana comenzaron a ser más comunes. El primer colchón de muelles helicoidales no se inventó hasta 1871. El colchón más común y más comprado es el colchón de muelles internos, aunque hay disponible una amplia variedad de materiales alternativos, como espuma, látex, lana e incluso seda. La variedad de opciones de firmeza va desde un colchón relativamente suave hasta uno bastante firme. Un dormitorio puede tener literas si dos o más personas comparten una habitación. Un orinal guardado debajo de la cama o en una mesita de noche era habitual en el período anterior a la fontanería y los baños domésticos modernos en las viviendas.
En las casas victorianas más grandes, era común tener accesible desde el dormitorio un tocador para la dama de la casa y un vestidor para el caballero. Los dormitorios en ático existen en algunas casas; dado que solo están separados del aire exterior por el techo, generalmente son fríos en invierno y pueden hacer demasiado calor en verano. La pendiente de las vigas que sostienen un techo inclinado también las hace inconvenientes. En las casas donde vivían los sirvientes, a menudo usaban dormitorios en el ático.
Durante este período, el dormitorio se convirtió en un espacio más estandarizado y privado dentro del hogar. Con los avances en la fontanería, las casas comenzaron a incorporar baños privados, lo que mejoró aún más el papel del dormitorio como un santuario personal. La era victoriana, en particular, vio el dormitorio como un espacio para la privacidad, la intimidad y el autocuidado, con una clara distinción de las áreas públicas de la casa.

### SigloXX: personalización y modernidad
El siglo XX fue testigo de más cambios en el diseño de los dormitorios, influenciados por nuevas ideas sobre funcionalidad, estilo y comodidad. A medida que la sociedad se centró más en el individualismo, los dormitorios se convirtieron en espacios altamente personalizados. El auge del diseño de interiores como profesión a principios del siglo XX significó que las personas podían personalizar sus dormitorios para reflejar sus gustos personales. La producción en masa de muebles continuó, con innovaciones como los marcos de camas ajustables, colchones de espuma viscoelástica e incluso la iluminación eléctrica, transformando la forma en que las personas usaban sus dormitorios.
A mediados del siglo XX, surgieron diseños minimalistas, con muebles modernos y líneas más simples que ganaron popularidad. A medida que avanzaba el siglo, el dormitorio se convirtió no solo en un lugar para dormir, sino también en un espacio para relajarse, trabajar y entretenerse. El auge de la tecnología a fines del siglo XX, incluidos los televisores, las computadoras y, finalmente, los teléfonos inteligentes, significó que el dormitorio ya no era solo un espacio exclusivo para descansar, sino que se convirtió en un centro multifuncional dentro del hogar.

## Dormitorios en los diferentes lugares del mundo
En diversas regiones el dormitorio se conoce también con distintas denominaciones: cuarto (Venezuela, Perú, Uruguay y Argentina), recámara (México), habitación, pieza y alcoba.
Muchas casas en América del Norte y Europa tienen al menos dos dormitorios, generalmente un dormitorio principal (dedicado a los cabezas de familia, como el marido y la esposa) y uno o más dormitorios para los niños o huéspedes.
Los muebles y otros artículos presentes en los dormitorios varían grandemente, dependiendo del gusto y de la tradición local. Por ejemplo, un dormitorio puede incluir una o varias camas de formas y tamaños específicos (individual o de matrimonio, literas, empotradas, etc.), aparadores, mesillas, uno o más armarios y una alfombra. Los armarios empotrados son menos comunes en Europa que en Norteamérica; así hay mayor uso de vestidores o de armarios individuales en Europa. Algunos dormitorios también incluyen artículos tales como un tocador o escritorio, una televisión y otros accesorios (tales como lámparas, teléfono, despertador, etc.).
Algunas habitaciones que se pueden asociar al dormitorio son:
- Un vestidor, que dispone de diversos armarios o estantes para guardar la ropa y espejos para vestirse.
- Un cuarto de baño, tocador, váter, W.C. individual conectado por una puerta con el dormitorio, aunque también los hay con puerta al área común.

## Consejos útiles
- El dormitorio debe ser una habitación exterior para que pueda ser ventilada diariamente.
- El mejor sistema para aislar un dormitorio de la luz exterior es proveerlo de persianas. Sin embargo, en muchas culturas se prescinde de ellas sistemáticamente.
- Un buen aislamiento acústico también resulta conveniente para procurar un buen sueño.
- La posición de las camas puede contribuir a la potenciación del espacio usado como tal. Para ello se pueden usar diversos sistemas como camarotes, catres o camas plegables en caso de habitaciones muy pequeñas o donde se necesita ahorrar espacio.
- Los colores claros ayudan a dar amplitud al espacio y luminosidad. También contribuyen a generar sensaciones de tranquilidad y reposo.

## Tipos de dormitorios
- Dormitorio de matrimonio. Se debe tener en cuenta que la cama es doble y ocupa un lugar mayor. Es conveniente disponer de dos mesillas de noche. Los cabezales y mesitas de diseño moderno son más prácticos que los clásicos. En vez de cabezal, otra opción es una repisa para colocar objetos. Si se cuelgan unos cuadros encima, se dará un aire más personal a la habitación. Si se dispone de espacio para un vestidor, la zona más próxima al baño es el lugar ideal para ubicarlo. Es interesante planificar estanterías para libros, o un rincón donde leer y trabajar.
- Dormitorio doble. Se caracteriza porque tiene dos camas: no siempre es usado por un matrimonio, puede ser compartido por dos hermanos o servir para los invitados. Los criterios del dormitorio de matrimonio se pueden aplicar en este. Mejor que tenga dos mesillas que una central. Se recomienda que la anchura de las camas sea amplia. Literas, camas en alto o nido son perfectas opciones, pues ocupan menos espacio y cumplen más funciones que las exentas.
- Dormitorio individual. Son espacios donde sólo hay una cama de una plaza. La decoración dependerá de la persona que lo ocupe. Pero, siempre es recomendable la mesilla, mesa con silla para trabajar y butaca para leer. El armario es preferible que se encuentre dentro. Admite camas con dosel u otras de líneas más rectas.
- Dormitorio estudio. Como cumple una doble función, su resolución es distinta a las anteriores. Debe resultar cómodo para trabajar, por lo que si es necesario se sacrifican algunas de las comodidades de los pensados sólo para dormir. La cama se convierte en un elemento, ya que la parte principal es el rincón de trabajo. En habitaciones altas el espacio se puede dividir en dos zonas, con una tarima de madera que forme un altillo para la cama y reservar la parte inferior para estudio, o al contrario. En el mercado hay modulares para las necesidades de este tipo de dormitorios.
- Dormitorio infantil. Los niños necesitan sitio para jugar y además para almacenar juguetes. Se recomienda conjuntos de muebles a medida, o modulares que aprovechen el espacio. Cuando es bebé, la cama se sustituye por la cuna. Admiten una decoración con más color y telas que los juveniles.

## Iluminación
La iluminación del dormitorio de un hogar debe invitar al relajamiento y al bienestar. Para que un dormitorio sea confortable, necesita la flexibilidad que los diferentes tipos de luz le pueden dar. Distribuya la iluminación por toda la habitación de acuerdo con su utilidad y sus hábitos personales.
En dormitorios considerar 50 lux para luz general y 200 lux en las cabeceras de camas. No olvidar que los colores y materiales de sus muros, pisos, cielos, cortinas y mobiliario contribuirán a una mayor o menor reflexión de la luz. Los colores cálidos se acentúan con luces incandescentes o halógenas.
Al ingresar al recinto, deberá poder encender una luz que le permita visualizar la totalidad del espacio antes de dirigirse a un lugar específico. Como iluminación general, considerar la posibilidad de instalar una luminaria con pedestal que dirija la luz hacia abajo o una columna con luz hacia arriba.
Otra alternativa, es instalar una luz general de cielo sobre la base de focos ubicados cerca de los clósets o armarios. Muy habitual y práctico es colocar una lámpara encima del velador. Con ella se consigue un ambiente cálido y personal, pero no es muy práctico para la lectura.
Las lámparas de sobremesa suelen ser muy decorativas, pero si no son suficientemente firmes y no cuentan con una buena base, se caerán con facilidad, especialmente a la hora del aseo. Si le gustar leer en la cama, es preferible utilizar lámparas con pantallas y brazos articulados a cada lado de la cama y con luz incandescente. Esto permitirá ajustar la luz para que no se refleje directamente sobre los libros.
Si quiere reducir los contrastes fuertes de luz, instalar una luz de fondo sobre los cuadros que están sobre el respaldo de la cama. También es posible instalar lámparas de luz muy tenue en caso de niños que sufren de nictofobia (fobia a la oscuridad).